# Битва при Аргинусских островах
Битва при Аргинусских островах (также называемая Ксенофонтом битвой при Лесбосе; 406 год до н. э.) — морское сражение Пелопоннесской войны, в котором афинский флот одержал последнюю победу над спартанским флотом. Древнегреческий историк Диодор Сицилийский называл его крупнейшим морским сражением между греками.
Военные действия Пелопоннесской войны в 406 году до н. э. сосредоточились в Ионии. Положение афинского флота ввиду недостатка средств и активных действий спартанцев было тяжёлым. Афинский стратег Конон на Самосе смог укомплектовать людьми лишь семьдесят кораблей. Ему противостоял спартанский наварх Калликратид, сменивший на этом посту Лисандра. К имеющимся у него кораблям Калликратид присоединил корабли из союзных городов, после чего его флот составил сто сорок триер, с которыми он выступил против Мефимны на Лесбосе, ещё хранившей верность афинянам.
Взяв Мефимну, Калликратид блокировал уцелевший афинский флот с моря и суши, доведя численность своего флота до 170 кораблей за счёт захваченных у афинян судов. Афиняне отправили на выручку Конону большой флот под командованием восьми стратегов. Узнав о приближении противника, Калликратид оставил у Митилены (Лесбос) пятьдесят кораблей под началом Этеоника стеречь Конона, а сам со ста двадцатью триерами направился навстречу афинянам. Афинский флот выстроился перед островом Гарип во фронт в два ряда, левый фланг которого был обращён в открытое море. Вторая линия была предназначена для предотвращения прорыва строя спартанскими кораблями. Калликратид же выстроил свои суда в одну линию, поскольку его триеры были быстроходнее.
Сражение завершилось крупной победой для афинян. Калликратид погиб, спартанцы потеряли около семидесяти кораблей, сами афиняне — двадцать пять кораблей вместе с экипажами. Этот успех, однако, стал последним для Афин в Пелопоннесской войне. Несмотря на победу в сражении, шестеро из афинских стратегов, командовавших флотом, по возвращении на родину были отстранены от должностей, обвинены в неоказании помощи гибнувшим согражданам во время сражения и осуждены на смерть. Два стратега предпочли не возвращаться в Афины.

## Источники

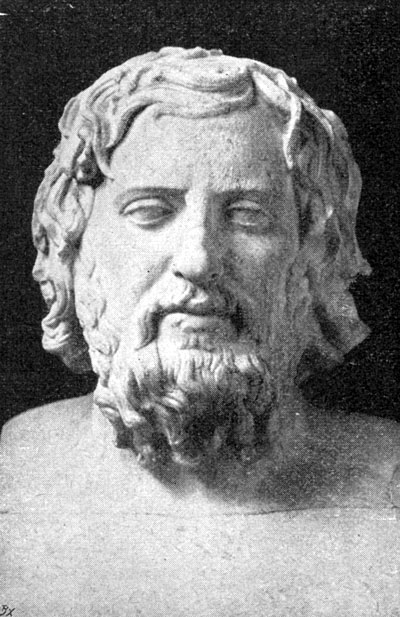
Ксенофонт

## Предыстория
В начале 406 года до н. э. афиняне после поражения в сражении со спартанским флотом у мыса Нотий отстранили стратега-автократора Алкивиада от командования, поставив во главе флота десять стратегов — Конона, Диомедонта, Леонта, Перикла, Эрасинида, Аристократа, Архестрата, Протомаха, Фрасилла и Аристогена.
Конон, находившийся на Андросе, был отправлен с 20 кораблями к флоту на Самос. Алкивиад передал ему командование и, опасаясь гнева народа, решил отправиться в изгнание на Херсонес Фракийский. Положение афинского флота ввиду недостатка средств и активных действий спартанцев было тяжёлым. Конон смог укомплектовать только семьдесят кораблей из ста и стал ожидать прибытия подкреплений от союзников.

## Морская кампания 406 года до н. э.

Остров Самос и близлежащее побережье Малой Азии

Когда срок пребывания спартанского военачальника Лисандра в должности наварха (главнокомандующего спартанского флота) подошёл к концу, его сменил Калликратид. К тому времени Лисандр установил дружественные связи с персидским наместником в Малой Азии Киром Младшим и сумел заручиться личной поддержкой ионийских олигархов. Назначение нового наварха вызвало у него недовольство, но он не высказал его открыто. Вместо этого Лисандр максимально затруднил положение нового флотоводца. Во-первых, он вернул персам остаток полученных у них денег, тем самым оставив флот без необходимых средств. Во-вторых, настроил Кира против Калликратида. В-третьих, с помощью лично преданных людей из олигархических кругов Ионии постарался создать в обществе отрицательное мнение о Калликратиде.
К имевшимся у него кораблям Калликратид присоединил корабли с Хиоса, Родоса и других островов, ранее бывших союзниками Афин, но перешедших на сторону Спарты.
Не сумев получить финансовую поддержку от персов, Калликратид обратился в Спарту, а также в Милет и на Хиос. У последних он получил деньги, в результате чего смог выдать жалованье морякам. В Милете Калликратид произнёс речь, в которой призывал помочь ему и показать варварам, что греки могут и без унижений перед ними отомстить врагу. После этой речи даже его бывшие противники предложили выделить часть денег из городской казны, а также выделили некоторую сумму из собственных средств.

Остров Лесбос

Сумев таким образом увеличить свой флот до ста сорока триер, Калликратид, согласно Диодору, сначала выступил против крепости Дельфинион на Хиосе, где небольшой афинский гарнизон сдался, получив право беспрепятственно покинуть город. Разрушив крепость, Калликратид напал на теосцев и разграбил их город. После этого спартанский наварх осадил Мефимну на Лесбосе, которая ещё хранила верность афинянам. После того, как Мефимна была взята спартанцами приступом и разграблена, свободные мефимнейцы были отпущены домой, а афинский гарнизон продан в рабство вместе с бывшими в Мефимне рабами.
Затем Калликратид погнался за семьюдесятью триерами Конона и отрезал его от самосской базы. Ввиду значительного численного превосходства противника Конон отступил в митиленскую гавань. Там он на входе в бухту был вынужден принять бой и потерпел поражение, потеряв тридцать кораблей, которые были захвачены противником. Оставшиеся сорок кораблей афиняне вытащили на берег под защиту крепости.
Калликратид ввёл свои корабли в бухту и блокировал уцелевший афинский флот с моря и суши. Конон спустил на воду две самые быстроходные триеры, снарядил их лучшими гребцами и воинами и отправил их за помощью — одну в Геллеспонт, другую в открытое море. Вторая триера была перехвачена, но первая добралась до Афин и принесла весть о бедственном положении эскадры Конона.
На помощь Конону отправился Диомедонт с двенадцатью кораблями, но вблизи Митилены он был атакован Калликратидом и потерял десять кораблей. Тогда афиняне отправили в этот район сто десять триер, укомплектовав их как свободными гражданами, так и рабами. К этой армаде присоединились десять самосских и более тридцати союзных кораблей. Всего в афинском флоте, прибывшем на Самос, было более ста пятидесяти кораблей.
Узнав о приближении противника, Калликратид оставил у Митилены пятьдесят кораблей под началом Этеоника стеречь Конона, а сам со ста двадцатью триерами направился навстречу афинянам, которые к этому времени подошли к Аргинусским островам, юго-восточнее Лесбоса.

## Ход сражения

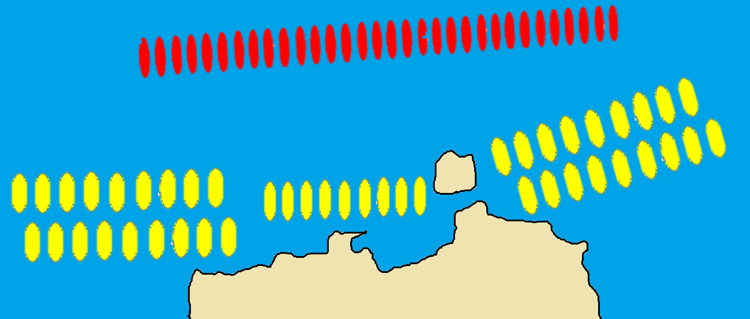
Схема диспозиций афинского (жёлтым) и спартанского (красным) флотов

На рассвете следующего дня Калликратид отплыл от мыса Малея на Лесбосе к Аргинусским островам. У него было 120 кораблей (согласно Ксенофонту) против 155 у афинян. Согласно Диодору, у спартанцев было 140 кораблей, но историки в данном вопросе склонны больше доверять Ксенофонту. По количеству задействованных в бою судов это было крупнейшее морское сражение войны и, следовательно, крупнейшее морское сражение между греками.
Впервые за время войны спартанские моряки и командиры, участвовавшие в сражении, были более опытны, чем афинские, так как у тех наиболее искусные в морском деле люди были с Кононом. Согласно Диодору, Калликратид получил перед битвой предсказание о своей гибели, на что ответил: «Если я погибну в сражении, то не уменьшу славу Спарты». Однако, памятуя о гибели афинского флотоводца Антиоха в сражении при Нотии, что привело к поражению афинян, он назначил на случай своей смерти командующим опытного военачальника Клеарха. Калликратид выстроил свои суда в одну линию, поскольку его триеры были быстроходнее. Он мог использовать две основные тактики войны на море: periplous (др.-греч. περιπλους), когда более быстроходная триера (или несколько триер) развивает скорость и атакует противника сзади и сбоку, и diekplous (др.-греч. διεκπλους), когда триера (или несколько триер) быстро плывёт между двумя кораблями противника, а затем разворачивается, чтобы ударить один из них в бок.
Чтобы противостоять более опытным и манёвренным спартанцам, афинские стратеги решили использовать новую тактику. Они расположили афинские корабли на флангах, в то время как в центре находились десять самосских судов под командованием Гиппея, десять кораблей афинских таксиархов, три корабля навархов и около 12 союзных триер. Основная часть афинского флота была разделена на восемь самостоятельных частей по 15 кораблей в каждой под командованием своего стратега и выстроилась во фронт в два ряда, левый фланг которого был обращён в открытое море (в отличие от традиционного одного ряда). Вторая линия была предназначена для предотвращения манёвра diekplous, устраняя его преимущества. На левом крыле в первой линии командовали Аристократ и Диомедонт, позади них — Перикл и Эрасинид; на правом фланге в переднем ряду были Протомах и Фрасилл, а во втором — Лисий и Аристоген. Ксенофонт не объясняет, как этот боевой порядок мог бы предотвратить прорыв спартанцами центра с последующим нанесением ударов по флангам. Однако, согласно Диодору, афиняне расположили центр флота перед островом Гарип (ныне Гарипадаси), который таким образом не давал противнику совершить этот манёвр.
Афиняне двинулись навстречу спартанцам. Кормчий Калликратида, мегарец Гермон, сказал ему, что следовало бы отступить ввиду численного превосходства афинян, на что наварх возразил ему, «что Спарта будет благоденствовать не хуже прежнего, если он умрёт, а бежать позорно». Он был вынужден разделить свой флот на две части (правый фланг оставив под собственным командованием, а левый передав беотийцу Фрасонду), чтобы противостоять афинским кораблям на флангах. Калликратид оставил флот без центра, что создало риск прорыва афинским центром и ударов сбоку, однако угроза на флангах была более серьёзной; возможно, наварх решил, что афинский центр, имея позади остров, будет стоять в обороне.
Битва была долгой и ожесточённой, «причём сражались сначала сплочённой массой, а потом в одиночку». Вероятно, центр афинского флота поначалу сохранял неподвижность, одновременно прикрывая внутренние края афинских флангов. Калликратид храбро сражался, протаранив много кораблей, но когда таран его корабля застрял в пробоине корабля Перикла, афиняне взяли его на абордаж и перебили всех находившихся на нём. По мнению исследователей, Диодор в этом описании тенденциозен, описывая героическую смерть Калликратида. Согласно Ксенофонту, Калликратид просто упал с корабля и утонул после того, как его корабль ударил корабль противника. Протомах со своим отрядом на правом афинском фланге победил левый фланг спартанцев, и те обратились в бегство. Тогда центр афинского флота перешёл в наступление, преследуя разгромленного противника. Свежие силы нанесли значительные потери противнику, сами при этом не пострадав. Ещё некоторое время сражались стоявшие на левом фланге беотийцы и эвбейцы, но и они затем бежали. Афинский правый фланг, вероятно, отрезал путь отступления к Митилене, из-за чего сбежавшие корабли двинулись на юг, на Хиос, в Фокею и Кимы.
Спартанцы потеряли около семидесяти кораблей (около 64 %), в том числе девять из десяти лаконских кораблей. Потери в этом сражении были значительно выше, чем в более ранних сражениях, благодаря выбранной афинянами тактике. Правый фланг афинян отрезал спартанцам короткий путь на безопасную сушу — в то же время левый фланг не смог завершить охват, что позволило некоторым спартанским кораблям бежать. Сами афиняне потеряли в бою двадцать пять кораблей вместе с экипажами.

## Последствия

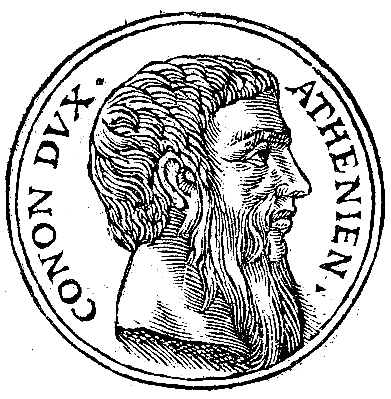
Портрет Конона из сборника биографий
Promptuarii Iconum Insigniorum (1553 год)

Победоносный афинский флот вернулся на Аргинусские острова, откуда стратеги с основными силами выступили против спартанцев, осаждавших Митилену. Этеоник, не дожидаясь подхода афинян, отправил корабли на Хиос, а пехоту — в Мефимну, предварительно уничтожив свой лагерь. Конон, выйдя в море, соединился с кораблями, подошедшими от Аргинусских островов. Афиняне, однако, не смогли развить успех — их флот сначала вернулся вместе с Кононом в Митилену, а затем отправился на Хиос, и, как писал Ксенофонт, «не достигнув никакого результата», отплыл на Самос.
Тем не менее поражение при Аргинусах стало для спартанцев катастрофической неудачей их флота. Спартанский флот, вернувшийся на Хиос, был в плачевном состоянии. При этом союзники на Эгейском море просили спартанцев о защите. Поэтому те направили в Афины посольство с предложением мира, предлагая отдать Декелею в обмен на сохранение существующего положения в Эгейском море. Это предложение, однако, было отвергнуто афинским Народным собранием под влиянием демагога Клеофонта:
…некоторые энергично поддерживали это предложение, но народ не послушался, обманутый Клеофонтом, который явился в Народное собрание пьяным и одетым в панцирь и помешал заключению мира, говоря, что не допустит этого иначе как при условии, чтобы лакедемоняне вернули все города.

## Суд над афинскими стратегами

Древняя Греция в классическую эпоху

После битвы стратеги поручили триерархам Ферамену и Фрасибулу, под командованием которых было 47 триер, собрать плававшие в воде трупы сограждан, чтобы предать их погребению на родине, но разразившаяся буря помешала им это сделать. Чтобы спастись от немилости демоса, триерархи решили опередить события и либо вернулись в Афины раньше стратегов, либо каким-то способом доставили в Афины послание, обвинив их в произошедшем.
В результате афинские стратеги, разбившие при Аргинусах спартанский флот, были отстранены от должностей и оказались обвинёнными в неоказании помощи гибнувшим согражданам. Шесть стратегов вернулись в Афины, надеясь оправдаться, а двое (Протомах и Аристоген) предпочли этого не делать. Их «обвинял целый ряд лиц, в особенности же Ферамен». Народное собрание начало склоняться на сторону полководцев, но голосование было отложено из-за наступающей темноты. Затем на празднике Апатурий Ферамен, согласно Ксенофонту, якобы убедил одетых в траурную одежду людей «сыграть» перед Народным собранием родственников убитых при Аргинусах сограждан. Однако такое театрализованное действо вряд ли имело место, так как подмена легко могла раскрыться в условиях полиса, где многие граждане были знакомы друг с другом. Согласно Диодору Сицилийскому, появление людей в трауре произошло спонтанно. Это оказало такое воздействие на Народное собрание, что на следующем заседании все шесть стратегов были осуждены на смерть, несмотря на возражения Сократа, входившего в состав судей.
Это была последняя победа афинян в Пелопоннесской войне. Несправедливое осуждение стратегов-победителей на смерть, постоянные обвинения военачальников и должностных лиц в подкупе привели к окончательному падению дисциплины в афинском флоте и всеобщему разброду, что не замедлило сказаться в ближайшем будущем. В следующем году афинский флот был полностью уничтожен при Эгоспотамах, что и предопределило окончательное поражение Афин в Пелопоннесской войне.